# Acronychia kaindiensis
Acronychia kaindiensis är en vinruteväxtart som beskrevs av Thomas Gordon Hartley. Acronychia kaindiensis ingår i släktet Acronychia och familjen vinruteväxter. Inga underarter finns listade i Catalogue of Life.